# 12448 Mr. Tompkins
12448 Mr. Tompkins là một tiểu hành tinh vành đai chính với chu kỳ quỹ đạo là 1270.2711905 ngày (3.48 năm).
Nó được phát hiện ngày 12 tháng 12 năm 1996.